# Колбергс, Андрис Леонидович
А́ндрис Леони́дович Ко́лбергс (латыш. Andris Kolbergs; 21 декабря 1938, Юрмала, Латвия — 5 ноября 2021, Рига, Латвия) — латышский писатель, киносценарист, редактор.

## Биография
Родился в Юрмале, в семье моряка, капитана Леонида Колбергса.
Окончил семилетнюю школу № 24 и вечернюю среднюю школу № 27 в Риге (1959), учился в Московском полиграфическом институте на редакторском факультете (1966—1968).
Работал на Рижском вагоностроительном заводе, заводах «Коммунар» и ВЭФ (1954—1965), в юмористическом журнале «Dadzis» (1965—1968), в Управлении по защите авторских прав. Публиковаться начал с 1965 года (юмористический рассказ «Холодильник» в январском номере журнала «Dadzis»).
Один из самых известных латвийских писателей детективного жанра. Его произведения публиковались центральными и республиканскими издательстствами Советского Союза и ряда зарубежных стран.
Член Союза писателей Латвии с 1974 года.
Киносценарист, успешно работавший на Рижской киностудии. Особенно плодотворным был его творческий союз с режиссёром Алоизом Бренчем.
Был первым председателем возрождённого Рижского Латышского общества (1989), президентом Латвийской ассоциации писателей детективного жанра и главным редактором журнала «Atpūta» (1991—1992). Автор многочисленных туристических путеводителей и познавательных книг по истории Риги.
Умер 5 ноября 2021 года в Риге . Причина Covid-19..

## Литературная деятельность

### Детективы и криминальные романы
- Krimināllieta trijām dienām (Уголовное дело на три дня). — R.: Liesma, 1977

В русском переводе «Трехдневный детектив», «Три дня на размышление».
- Cilvēks, kas skrēja pāri ielai (Человек, который перебегал улицу). — R.: Liesma, 1978
- Fotogrāfija ar sievieti un mežakuili (Фотография с женщиной и диким кабаном). — R.: Liesma, 1983

В русском переводе «Обнаженная с ружьем».
- Atraitne janvārī (Вдова в январе). — R.: Liesma, 1984
- Ēna (Тень). — R.: Liesma, 1985
- Naktī, lietū (Ночью в дождь…). — R.: Liesma, 1986
- Automobilī, rīta pusē (В автомобиле, под утро). — R.: Liesma, 1986
- Nekas nav noticis (Ничего не случилось). — R.: Liesma, 1988
- Civilizēto krokodilu sindroms (Синдром цивилизованного крокодила). — R.: Lauku Apgāds, 1993
- Meklējiet sievieti (Ищите женщину). — R.: SIA NC, 1996
- Pulkstenis ar atpakaļgaitu (Часы с обратным ходом). — Jūrmala: A.K.A., 2002
- Klaunu maršs šausmu tirgū (Марш клоунов). — Jūrmala: A.K.А., 2002
- Sieviete melnā (Женщина в чёрном). — Jūrmala: A.K.A., 2004
- Patiesi stāsti par VIP un kolekcionēšanas dullumu (Подлинные истории про ВИПов и коллекционерское помешательство). Jūrmala: A.K.A., 2005
- Sarkans automobilis melnā naktī (Красный автомобиль чёрной ночью). Jūrmala:A.K.A., 2008
- Быть лишним. — Человек и закон, 1981; Советский писатель, 1983.

### Другие работы
- Pašu puikas (Свои парни) — юморески. R.:Liesma, 1973
- Dumpis uz laupītāju kuģa (Восстание на пиратском корабле) — документальный автобиографический рассказ. R.: Lauku apgāds, 1993

### Путеводители
- Lielais Rīgas ceļvedis (Большой путеводитель по Риге), 1993
- Rīgas grāmata: Rīgas vēsture. Vecpilsēta (Книга о Риге. Старый Город). — R.: Jāņa sēta, 1998
- Rīgas grāmata. Rīgas centra parki un bulvāri (Книга о Риге. Парки и бульвары). — R.: Jāņa sēta, 1999
- Rīga kājāmgājējiem (Пешком по Риге). — Jūrmala: Autora izd., 2001
- Jūrmala kājāmgājējiem (Пешком по Юрмале). — R.: A.K.A., 2002
- Lasāmgrāmata par Rīgu, tās priekšpilsētām un kūrortpilsētu Jūrmala (Окрестности Риги и курорт Юрмала). — Fonds A.K.A., 2007

## Фильмография
- 1976 — Быть лишним / Liekam būt(по мотивам одноимённой повести) - автор сценария
- 1977 — Подарки по телефону / Dāvanas pa telefonu — автор сценария
- 1977 — Отблеск в воде / Atspulgs ūdenī — автор сценария
- 1978 — Ралли / Rallijs — автор сценария
- 1980 — Три дня на размышление / Trīs dienas pārdomām (по мотивам романа Krimināllieta trijām dienā — «Трехдневный детектив») — автор сценария
- 1986 — Двойник / Dubultnieks (по мотивам романа Ēna — «Тень») — автор сценария
- 1987 — Фотография с женщиной и диким кабаном / Fotogrāfija ar sievieti un mežakuili (по мотивам одноимённого романа) — автор сценария
- 1988 — О любви говорить не будем / Par mīlestību pašreiz nerunāsim — автор сценария
- 1991 — Депрессия / Depresija — автор сценария
- 1991 — В петле / Cilpā (по мотивам романа Naktī, lietū — «Ночью в дождь…»)
- 2007 — Стражи Риги / Rīgas sargi — автор сценария
- 2022 — Расследование для начинающих / Crime Solving for Beginners (по мотивам романа Meklējiet sievieti — «Ищите женщину»)